# Burg Wolkenberg
Die Burg Wolkenberg ist eine mittelalterliche Burgruine. Sie liegt auf dem gleichnamigen, 829 Meter hohen Wolkenberg im Kempter Wald und gehört zur Gemeinde Wildpoldsried im Landkreis Oberallgäu in Schwaben. Sie ist nicht zu verwechseln mit dem bewohnten Weiler Wolkenberg innerhalb der gleichen Gemeinde, der 400 Meter westlich und rund 50 Meter unterhalb der Burgruine liegt. Die hoch- bis nachmittelalterliche Burganlage wurde Ende des 20. Jahrhunderts freigelegt und gesichert.

## Geschichte
Im 12. und 13. Jahrhundert gilt Wolkenberg als Dienstmannburg der Welfen und Staufer. Dieses belegt ein Bericht aus dem Jahre 1262 nach dem der Ritter Albert von Wolkenberg gegenüber Herzog Konradin von Schwaben in Konstanz Zeugnis ablegt. Die erste urkundliche Erwähnung hingegen erfährt Albert von Wolkenberg im Jahre 1278 durch die Bezeugung der Rechte des Fürststiftes Kempten an den Besitztümern im Kempter Wald. Obwohl es um die Finanzen der Herren von Wolkenberg nicht schlecht steht, veräußern diese Ende des 13. Jahrhunderts die Burg an die Herren von Rotenstein.
Der Sohn Konrad von Rothenstein erbt die Burg 1339 von seinem Vater und war bereits 1344 gezwungen die Burg an Ulrich von Diessen zu verkaufen. Unmittelbar danach erschlägt Ritter Konrad von Rothenstein einen Bürger der Stadt Kempten und machte sich somit des Landfriedensbruchs schuldig. Als Reaktion erobern die Kemptener daraufhin den „noch“ Wohnsitz von Ritter Konrad, nehmen ihn dabei gefangen und enthaupten ihn letztendlich.
Auch Ulrich von Diessen erlangt im Jahr 1356 durch die Erschlagung des ersten frei gewählten Bürgermeisters der Stadt Kempten traurige Berühmtheit. Er selbst wurde später durch Ritter Hainz dem Ältern von Rauns-Fischen ermordet. Seine Söhne Hans und Ulrich von Diessen schließen aus Vermögensmangel 1391 für die Säge und die oberen Mühle bei Wildpoldsried einen Vergleich. Bereits 1392 folgte der Verkauf der Vogtsteuer und Vogtrechte. Im Jahre 1398 wird die Burg und der Ort Wildpoldsried dem Fürststift Kempten einverleibt. Das Fürststift Kempten lässt die Burg noch bis 1409 durch Heinrich von Diessen verwalten.
Ritter Heinrich von Schellenberg startete 1404 von der nahe gelegenen Burg Wagegg aus einen Versuch Burg Wolkenberg zu erobern. Bereits bei der Erkundung des Terrains wurden die Angreifer entdeckt und gefangen genommen. Von 1417 bis 1642 dient Wolkenberg als Amtssitz einer Vogtei (Pflegamt Sulzberg und Wolkenberg), die das Fürststift Kempten 1398 erworben hatte. Neben der Gerichtsbarkeit für das unterstellte Stiftsland treibt der Vogt auch die fälligen Steuern in seinem Gebiet ein. Im Jahr 1460 wird der Vater von Jörg Beck im Verlies gefangen gehalten. Dieser führte am 14. März die Appenzeller in die Schlacht am Buchenberg, in welcher der Stiftsvogt Walther von Hohenegg sein Leben verlor.

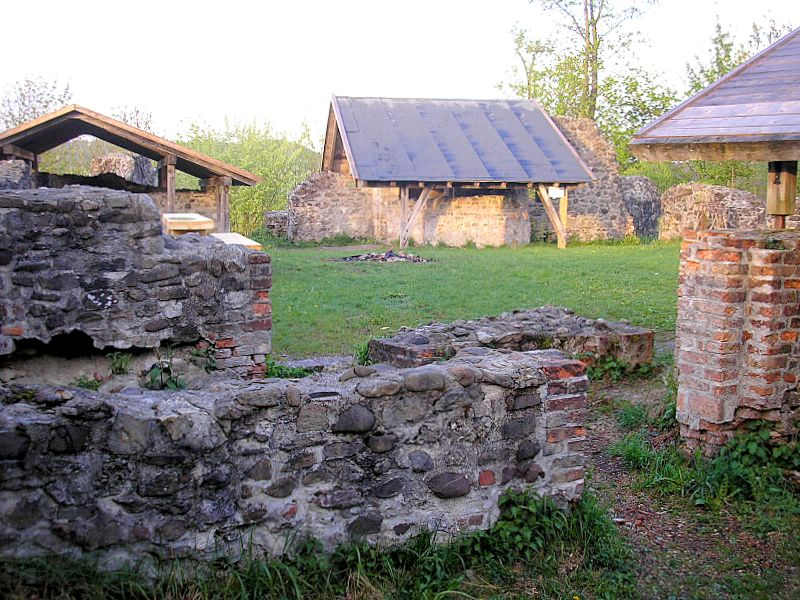
Der Burghof nach Osten

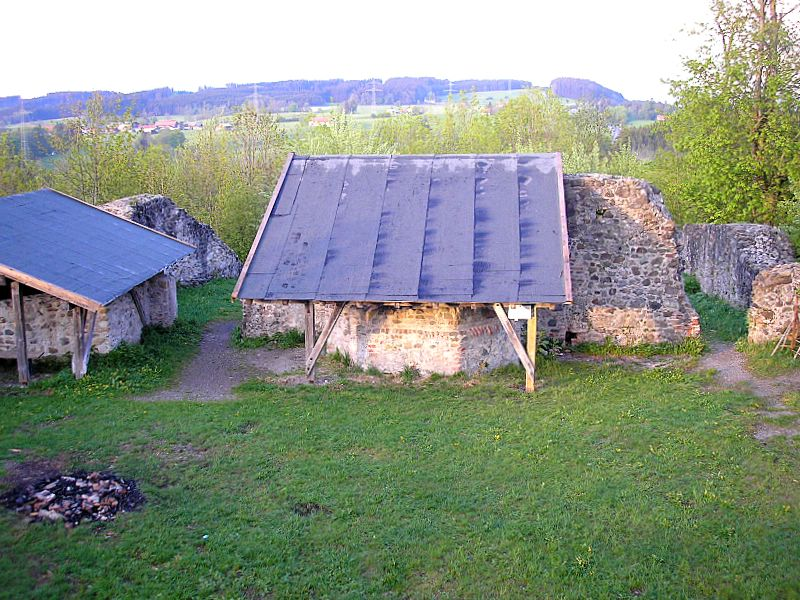
Blick vom Bergfried auf die Reste des Palas

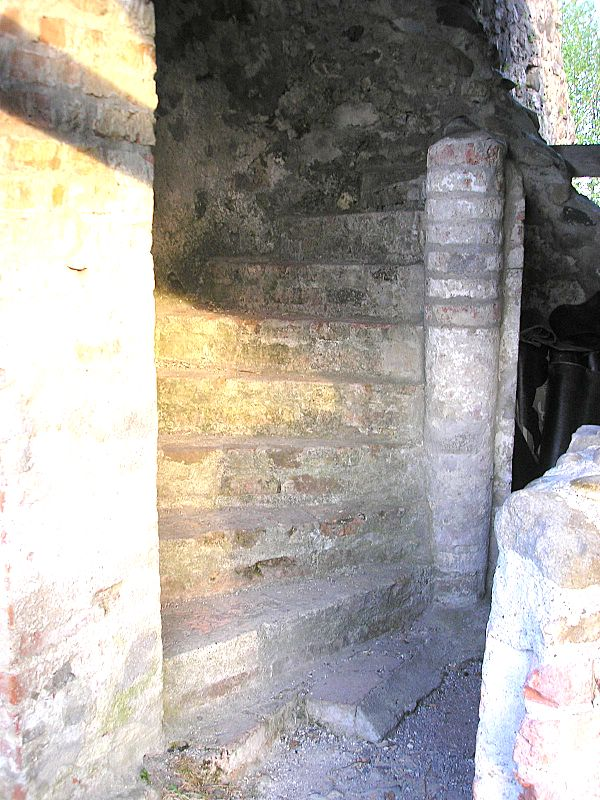
Der Treppenaufgang am Hauptgebäude

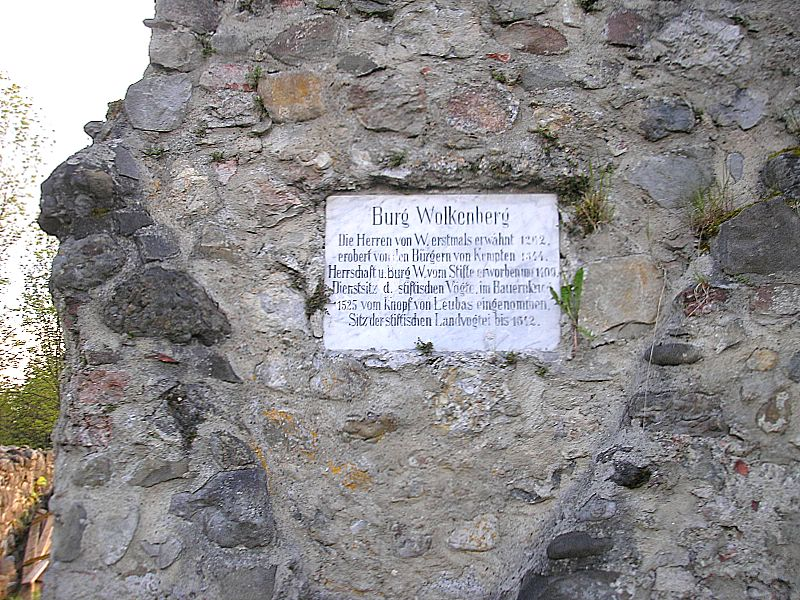
Gedenktafel (1926) am Palas

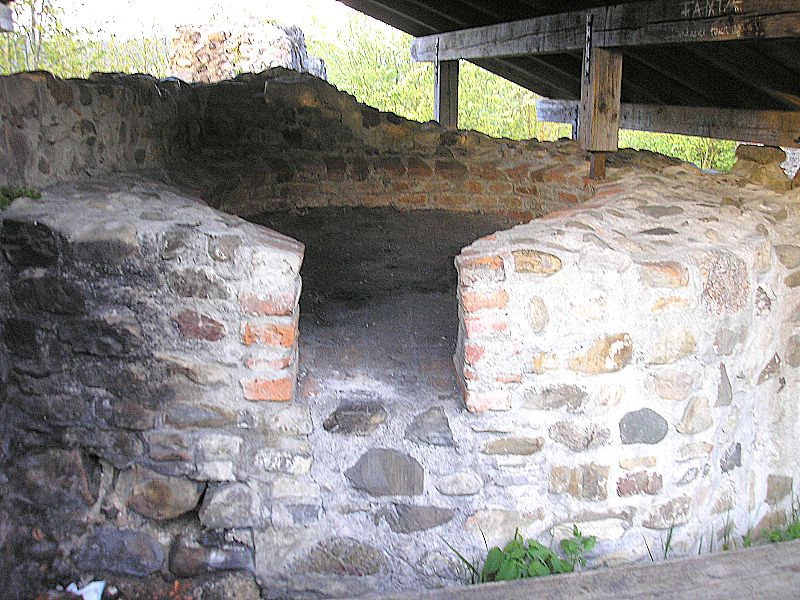
Der spätmittelalterliche Backofen

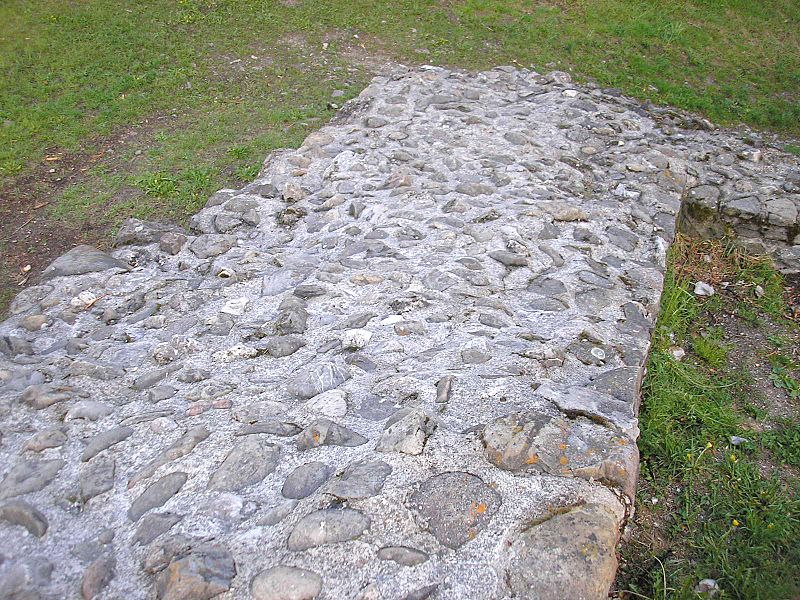
Das östliche Fundament des Bergfriedes

Bis 1470 galt die Kapelle St. Cyprian in Wildpoldsried als Gotteshaus der Burg. Durch den Bau einer eigenen Kapelle und den Einzug eines Kaplans hat Wolkenberg ab diesem Jahr eine eigene kleine Kirche. Teile des Wolkenberger Altars stehen heute im Heimatmuseum der Stadt Kempten.
Unter Jörg Schmid (auch genannt „Knopf von Leubas“) wird die Burg im April 1525 von Bauern erobert und niedergebrannt. Nach dem Wiederaufbau 1557 residiert nun der bürgerliche Vogt Jörg Albrecht Bader auf dem Hügel zu Wolkenberg. Im Jahr 1632 brennen die Bürger und Bauern der Stadt Kempten die Burg abermals nieder. Es folgt ein notdürftiger Wiederaufbau der verbrannten Gemäuer. Nach der Aufgabe als Vogtei im Jahre 1642 bezieht der Schweizer Paul Delle Wolkenberg als Wohnsitz. 53 Jahre später wird, nach dem Brand des zugehörigen Brauhauses, die Burg endgültig dem Verfall preisgegeben.
1979 wurde mit der Freilegung der spärlich vorhandenen Reste der Ruine begonnen. Nach dem Wiederaufbau der vorhandenen Mauerreste durch Mitarbeiter des Forstamtes Kempten wurde die Ruine 1987 als wertvolles Geschichtsdenkmal der Öffentlichkeit übergeben. Der 2002 gegründete Verein Burgfreunde Wolkenberg e. V. setzt sich für den Erhalt der Burgruine Wolkenberg ein.

## Beschreibung
Die Ruine der Gipfelburg liegt etwa 1500 Meter südöstlich des Ortskerns von Wildpoldsried auf dem rechteckigen Plateau eines voralpinen Hügels (829 m. ü. NN.) über der heutigen Bundesstraße 12. Der Burgplatz wird auf allen Seiten durch relativ steile Hänge gut geschützt.
Der Burgweg führt am Standort des ehemaligen Wirtschaftshofes (Gedenkstein) vorbei über die südöstliche Flanke des Hauptburgkegels steil in den Burghof. Auf der Planaufnahme bei Nessler (1985) fehlte noch der gesamte Südteil der Ruine. Seit den Freilegungs- und Wiederherstellungsmaßnahmen am Ende des 20. Jahrhunderts sind die Fundamentreste auch hier mehrere Meter hoch zu verfolgen.
Neben dem Haupttor im Südosten stand ein mächtiger viereckiger Bergfried mit einer Mauerstärke von bis zu vier Metern. Der gesamte Nordteil der Burg wurde von einem großen Hauptgebäude (Palas) eingenommen. In der Mitte der Hoffassade ermöglichte ein runder Treppenturm den Zugang zu den Obergeschossen. Im Erdgeschoss deuten zwei polygonale Säulenstümpfe auf eine gewölbte Halle (Dürnitz) hin. An der Nordwestkante wurde der Burgbackofen freigelegt.
Die Ringmauer der Burg ist seit der Sanierung wieder nahezu um das gesamte Burgplateau zu verfolgen. Das Mauerwerk besteht hauptsächlich aus groben, relativ kleinen Roll- und Bruchsteinen. Die Erweiterungen des 15./16. Jahrhunderts wurden teilweise in Ziegelbauweise ausgeführt (Dürnitz, Backofen). Die erhaltenen bzw. ergänzten Mauerzüge sind noch bis zu vier Meter hoch und werden teilweise durch moderne Überdächer geschützt.
Die Burg bietet insgesamt das typische Bild einer kleineren hochmittelalterlichen (stauferzeitlichen) Höhenburg. Als klassische Bauteile sind die Fundamente der Ringmauer, des Palas und des Bergfriedes gut zu erkennen. Durch die Höhenlage etwa 100 Meter über dem Tal war der Burgplatz auch ohne die Anlage aufwändiger Grabensysteme gut zu verteidigen.